# Martin Chemnitz (Theologe)

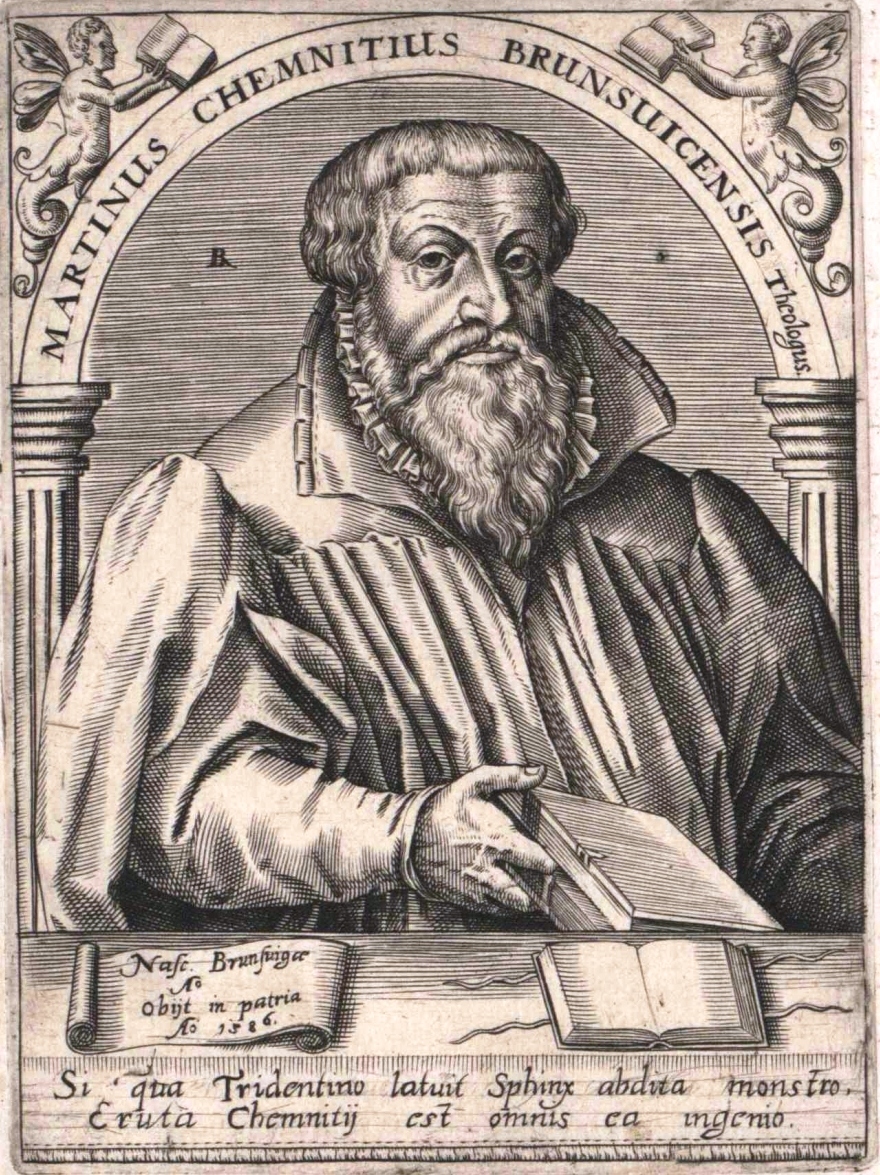
Martin Chemnitz, Stich von Robert Boissard um 1600

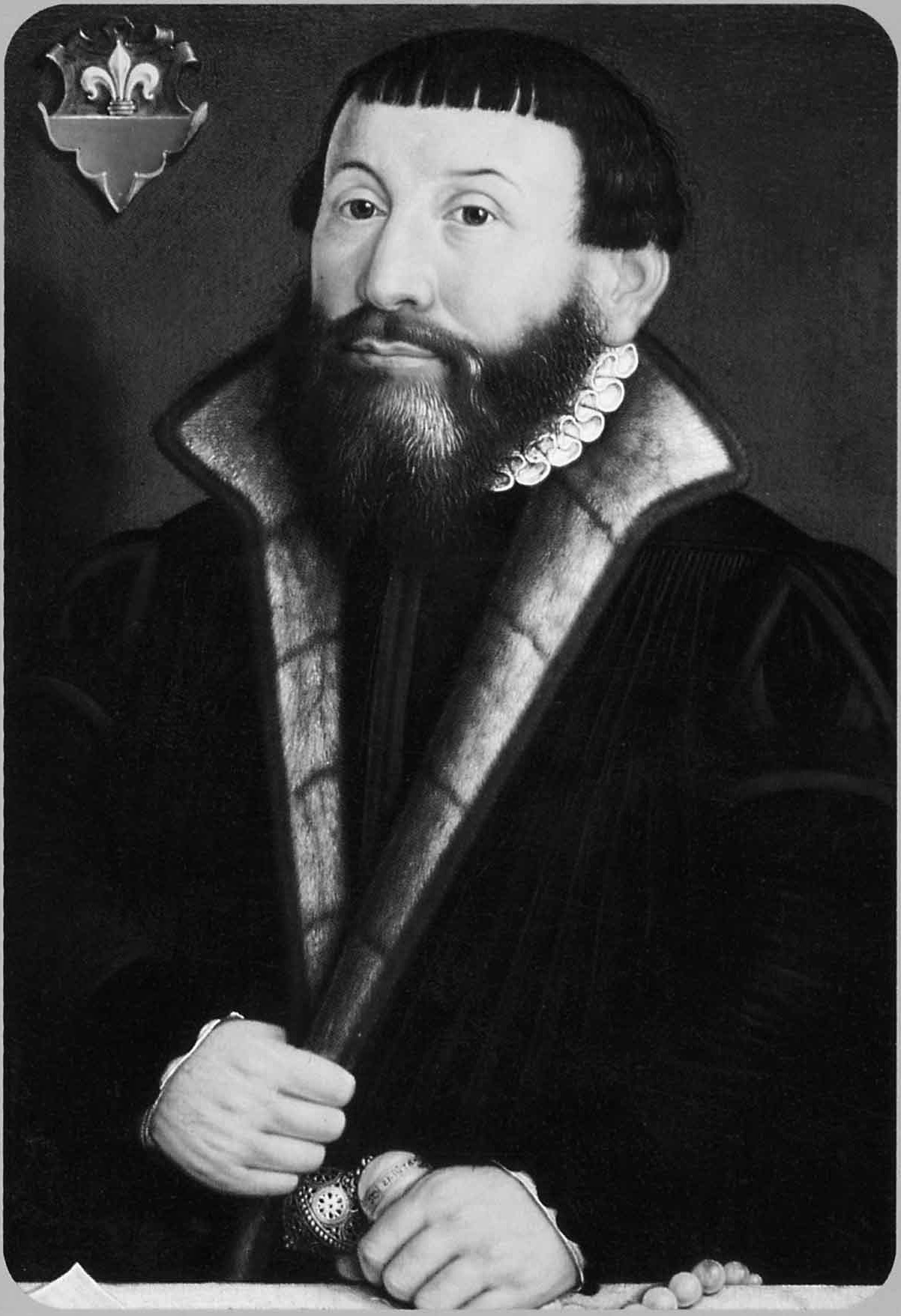
Martin Chemnitz

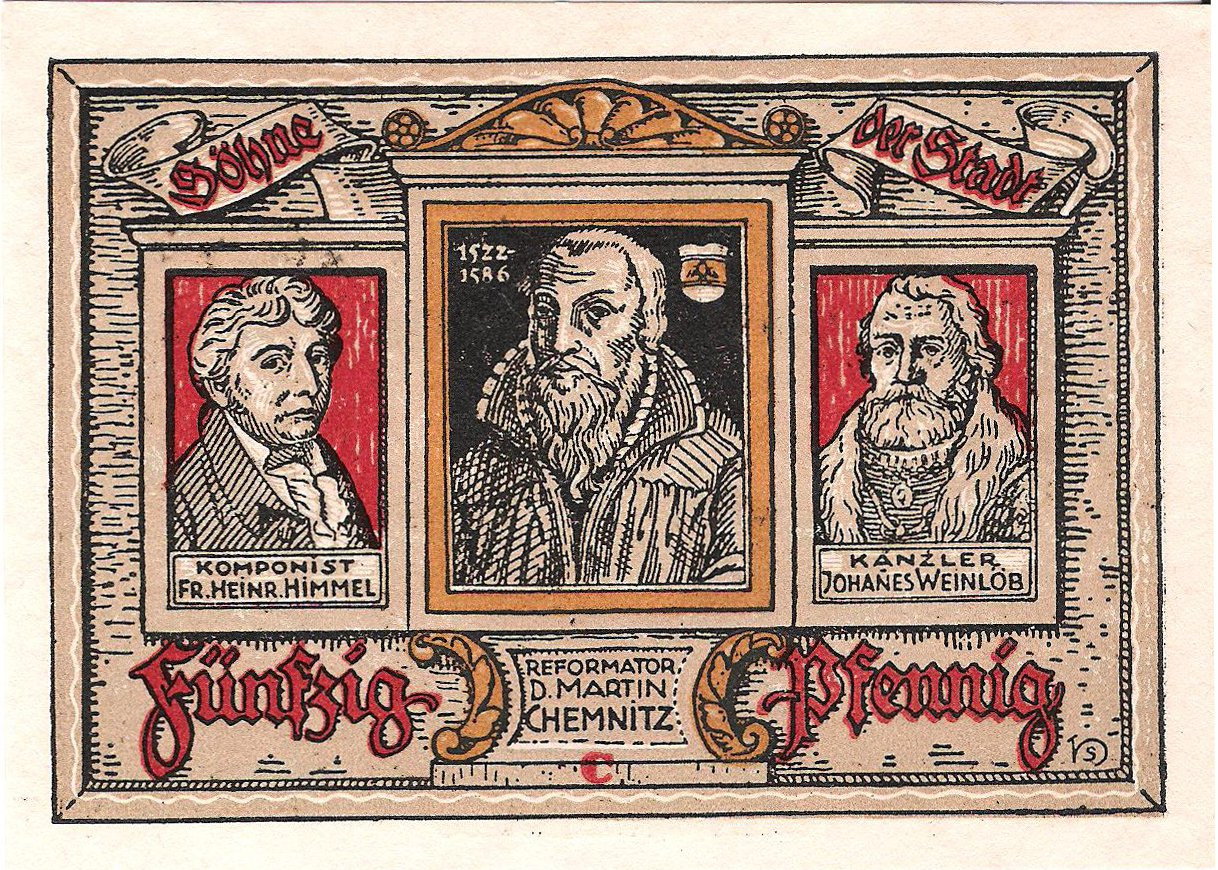
Martin Chemnitz in der Mitte eines Notgeldscheins, Treuenbrietzen 1921

Martin Chemnitz (latinisiert Martinus Chemnitius; * 9. November 1522 in Treuenbrietzen; † 8. April 1586 in Braunschweig) war ein deutscher lutherischer Theologe und Reformator.

## Leben
Martin war der Sohn des Tuchmachers Paul Chemnitz († 1533) und dessen Frau Euphemia Kaltenborn. Er besuchte anfänglich die Schule in Treuenbrietzen, 1536 in Wittenberg und 1539 in Magdeburg. 1542 wurde er Lehrer an der Schule in Calbe. 1543 nahm er ein Studium an der Universität Frankfurt (Oder) auf, wechselte, nachdem er Lehrer in Wriezen gewesen war, 1545 an die Universität Wittenberg, wo er sich auf Rat Philipp Melanchthons mit Mathematik und Astrologie beschäftigte.
Nebenher hörte er an der theologischen Fakultät autodidaktisch die Vorlesungen von Martin Luther. Melanchthon legte ihm 1547 nahe, dem Vorbild seines Vetters Georg Sabinus zu folgen und nach Königsberg in Preußen zu gehen. Dort war Chemnitz zunächst Leiter der Schule in Kneiphof und konnte sich an der neu gegründeten Universität Königsberg als einer der ersten 1548 den akademischen Magistergrad der artistischen Künste erwerben.
Zunächst betätigte er sich danach als Horoskopschreiber und Kalendermacher, bevor er bei Albrecht I. von Brandenburg-Ansbach am 5. April 1550 eine Stelle als Bibliothekar am Hof erhielt. Damit war es ihm möglich, sich mehr einem theologischen Studium zu widmen. Als von Melanchthon geförderter Sprössling bekam er jedoch mit Andreas Osiander Probleme und wurde in den Osiandrischen Streit hineingezogen. Deswegen ging er im April 1553 zurück nach Wittenberg, wo er bald zum engsten Schülerkreis von Melanchthon gehörte und am 15. Januar Mitglied der philosophischen Fakultät wurde. Als solches hielt er Vorlesungen über die Loci communes von Melanchthon.
Auf Einladung des Braunschweiger Superintendenten Joachim Mörlin, der ein Freund aus der Königsberger Zeit war, besuchte er vom 6. bis zum 12. August 1554 Braunschweig, wo Mörlin ihm den Vorschlag unterbreitete, als sein Stellvertreter das Amt des Koadjutors anzunehmen. Johannes Bugenhagen ordinierte ihn am 25. November, am 12. Dezember wurde er in das Amt eingeführt und trat dieses am 15. Dezember an. In Braunschweig von Mörlin beeinflusst, bezog Chemnitz zunehmend eine distanzierte Haltung zu Melanchthon.
Als die niedersächsischen Städte im Januar 1557 versuchten, Melanchthon dazu zu bewegen, die Thüringer Gnesiolutheraner zu unterstützen, und Chemnitz zur Beilegung der adiaphoristischen Streitigkeiten in Wittenberg dafür eintrat, wurde er von Melanchthons Ablehnung enttäuscht, so dass das Verhältnis zu Melanchthon einen Bruch erlitt.
Nachdem Chemnitz sich 1557 am Wormser Unionskolloquium mit den Katholiken beteiligt hatte, wuchs sein Ansehen. Er schaltete sich auch in die Auseinandersetzungen um die Abendmahlslehre ein, als Albert Hardenberg wegen seiner angeblichen calvinistischen Haltung entlassen wurde. 1561 verfasste er dazu seine Repetitio, in der zum ersten Mal auch seine Dreiteilung der Idiomenkommunikation publiziert wurde. 1565 schrieb Chemnitz das Examen decretorum Concilii Tridentini, in dem er kritisch die tridentinischen Konzilsbeschlüsse analysiert. Er wurde so zu einem großen Gegner des katholischen Theologen Diogo de Paiva de Andrade. Beide schrieben Werke über die Theologie des jeweils anderen. Zwischen beiden entstand ein historischer Streit über Grenzen hinweg. Das Examen decretorum beantwortete Andrade mit dem Buch Defensio Tridentinae Fidei Catholicae (1578 und 1595), nachdem er zuvor  Chemnitz in einem anderen Werk angegriffen hatte.
1564 kam Chemnitz auf dem Maulbronner Kolloquium mit Johannes Brenz zusammen, mit dem er versuchte, die unterschiedlichen Lehrarten der Wittenberger Theologen mit den Tübinger Theologen zu versöhnen. So beteiligte er sich auch mit Mörlin an der Beilegung des osiandrischen Streites 1567. Als Mörlin nach Samland ging, übernahm nun Chemnitz am 15. Oktober 1567 dessen vakant gewordene Stelle als Superintendent von Braunschweig. Um die Bedingungen der Braunschweiger Kirchenordnung zu erfüllen, promovierte er 1568 zum Doktor der Theologie an der Universität Rostock.
Am 28. Juli 1568 wurde Chemnitz durch Herzog Julius von Braunschweig-Wolfenbüttel berufen, die Reformation in seinem Herzogtum einzuführen. Dazu führte er 1568 Visitationen im Herzogtum durch und erarbeitete 1569 die Kirchenordnung. Für seine Bestrebungen konnte er anfangs Jacob Andreae und 1570 Nikolaus Selnecker gewinnen. 1576 verfasste er das Corpus doctrinae Julium, war an der Gründung der Universität Helmstedt beteiligt und arbeitete mit an der Abfassung der Konkordienformel.
1578 kam es mit Herzog Julius zum Bruch, als dieser seine beiden jüngeren Söhne nach katholischem Ritus mit Tonsur ordinieren ließ und seinen ältesten Sohn Julius mit römischen Zeremonien als Bischof von Halberstadt weihen und einführen ließ. Julius trat vom Konkordienwerk zurück und gab dem milden Luthertum in seinem Herzogtum damit freien Raum, das sich nun leicht an philippistischen Zügen orientierte. Gegen diese Misshelligkeiten protestierte Chemnitz und konnte seinen Landesvater dennoch dazu bewegen, am 6. Februar 1580 das Konkordienbuch zu unterzeichnen. Chemnitz legte sein Amt am 9. August 1584 nieder und kränkelte bis zu seinem Tod 1586. Er wurde in der Martinikirche in Braunschweig beigesetzt. Sein Epitaph hängt an der Ostwand des südlichen Seitenschiffes.

## Familie
Chemnitz heiratete 1555 Anna Jeger (* September 1533 in Köthen; † 30. November 1603 in Braunschweig), die Tochter des Juristen in Köthen, Wittenberg, Helmstedt und Braunschweig Lic. jur. Hermann Jeger (* Arnstein) und dessen Frau Eva Hane, der Tochter des fürstlich anhaltinischen Rates und Bürgermeisters Peter Hane. Aus dieser Ehe gingen drei Söhne und sieben Töchter hervor:
- Martin Chemnitz  (* 28. Mai 1556; † 9. Mai 1557)
- Anna Chemnitz I (* 4. November 1557; † 14. November 1563)
- Magdalena Chemnitz (* 27. Juli 1559), verheiratet mit dem Bürgermeister in Braunschweig Jordan Straube
- Martin Chemnitz (* 15. Oktober 1561 in Braunschweig; † 26. August 1627 in Schleswig), Rat und Kanzler des Herzogs Friedrich von Schleswig-Holstein
- Anna Chemnitz (* 14. Januar 1564), verheiratet mit dem Pastor an St. Marien in Braunschweig Jacob Gottfried
- Paul Chemnitz (* 8. März 1566; † 1614), Domherr in der Stiftskirche St. Blasius in Braunschweig, verh. mit Barbara Lücke, der Tochter des Braunschweiger Bürgermeisters Hermann Lücke und dessen Frau Ilse Grünhagen (Grönhagen)
- Eva Chemnitz (* 18. Mai 1568), verh. mit Franz Haußmann (fürstlich Braunschweiger Rat)
- Margaretha Chemnitz (* 4. August 1570; † 5. Juni 1579)
- Julia Chemnitz (* 7. Februar 1573), verh. mit dem Juristen Dr. jur. Bernhard Bungensted
- Hedwig Chemnitz (* 16. April 1575; † 15. Oktober 1577)

## Werke
- Repetitio sanae doctrinae de vera praesentia corporis et sanguinis Domini in coena. Leipzig 1561, deutsche Übersetzung 1561 Johann Zanger.
- Examen decretorum Concilii Tridentini. Frankfurt/Main 1566–73, deutsche und französische Übersetzung Herg. Eduard Preuss 1861, Darmstadt 1972, deutsch von R. Bendixen und Ch. E. Luthardt, 1884.
- De duabus naturis in Christo, de hypostatica earum unione, de communicatione idiomatium… Jena 1570.
- Theologiae Jesuitarium praecipura capita. Köln und Leipzig 1562.
- Loci Theologici. herausgegeben von Polycarp Leyser der Ältere, Frankfurt/Main 1591.
- Polycarp Leyser der Ältere (Hrsg.): Harmonia evangelica. (Unvollendete Ausgabe) Frankfurt/Main 1593 und Johann Gerhard Genf 1641.
- Postilla oder Außlegung der Evangelien. Frankfurt/Main 1593.

## Gedenken
Im Braunschweiger Süden wurde 1957 die nach ihm benannte Martin-Chemnitz-Kirchengemeinde mit der gleichnamigen Kirche gegründet.
Es gibt folgende Gedenktage für ihn:
- Evangelische Kirche in Deutschland: 8. April im Evangelischen Namenkalender[2]
- Lutherische Kirche – Missouri-Synode: 9. November[3]